# カール・エルンスト・モルゲンシュテルン
カール・エルンスト・モルゲンシュテルン（Carl Ernst Morgenstern、1847年9月14日 - 1928年9月9日）はドイツの風景画家である。

## 略歴
ミュンヘンで生まれた。祖父のカール・ハインリヒ・モルゲンシュテルン(1769–1813)は肖像画家で、父親のクリスティアン・モルゲンシュテルン(1805-1867)は風景画家で、バイエルン王国のルートヴィヒ1世の宮廷画家となった。カルロ・レスタリーノ(Carlo Restallino :1776–1864に学んだ後、ヨーゼフ・シェルテル(Josef Schertel:1810–1869)やエドゥアルト・シュライヒ、テオドール・コッシュ(Theodor Kotsch: 1818-1884)といった画家に学んだ。その後、フランスやベルギー、オランダ、スイスを旅して修行した。
風景画家シェルテルの娘と結婚し、1871年に作家となったクリスティアン・モルゲンシュテルンが生まれるが1881年に妻は病死した。
1883年からヴロツワフの工芸学校で教え始め、新ししく作られた風景画の講座で、バルビゾン派のスタイルで戸外での写生を重視する指導を行った。3年後には版画も教えた。1887年には教授の称号を得て、この学校では1913年まで教えた。1880年代の終わりから現在のチェコとポーランドに広がるリーゼン山地を学生と訪れて描いた。モルゲンシュテルンが教えた学生には E.Burkert、S.Haertel、Alfred Nickisch、H.Tüpke、Hans Emil Oberländer、 Georg Wichmannらがいた。
1890年に下シレジアのヴォルフスラウ(Wolfshau、現在のポーランドのKarpacz）に移った 。この邸にはリーゼン山地を描く多くの画家たちが訪れtた。モルゲンシュテルンの風景画は絵葉書に複製されて出版され、ドイツでよく売れた。
2度目の妻と1894年に離婚し、弟子だった画家の女性と結婚した。1915年に引退し、ヴォルフスラウで亡くなった。

## 作品

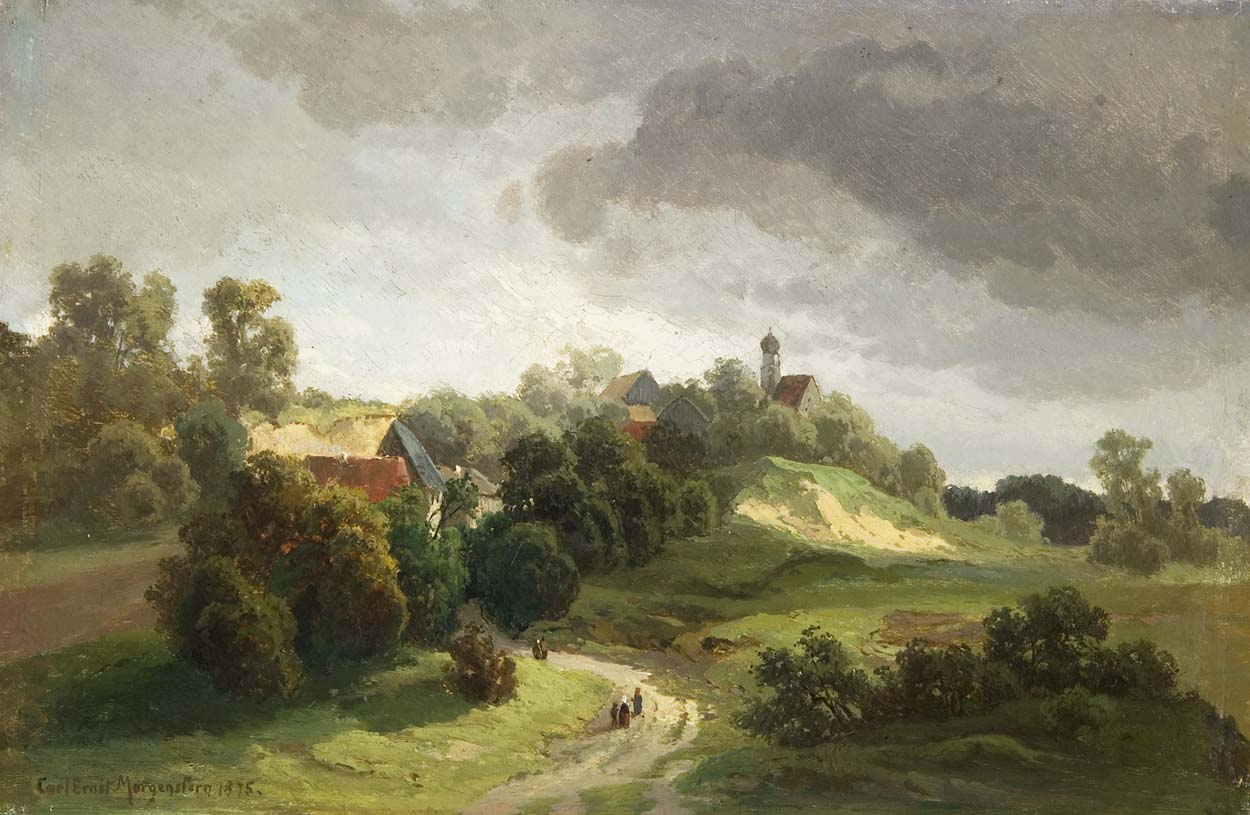
人物のいる風景画(1875)
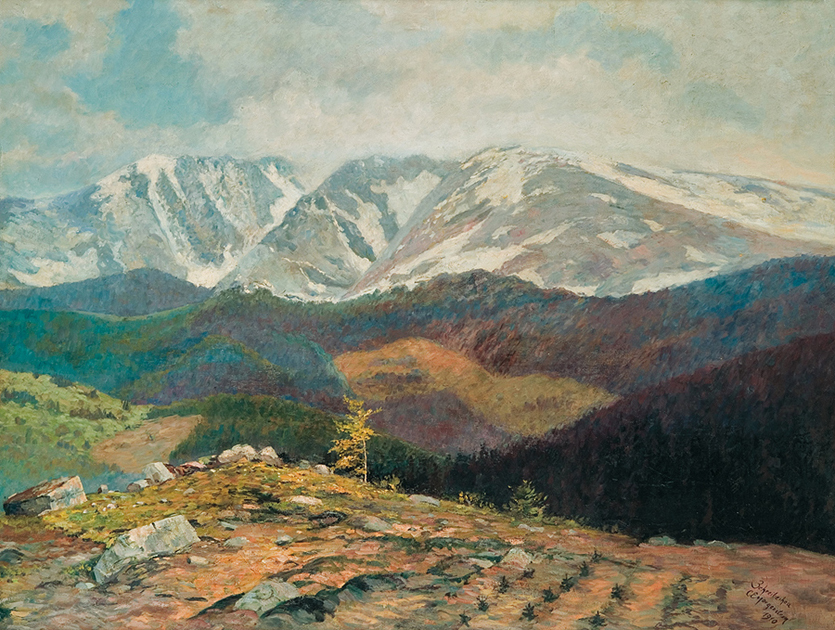
風景画 (1910)
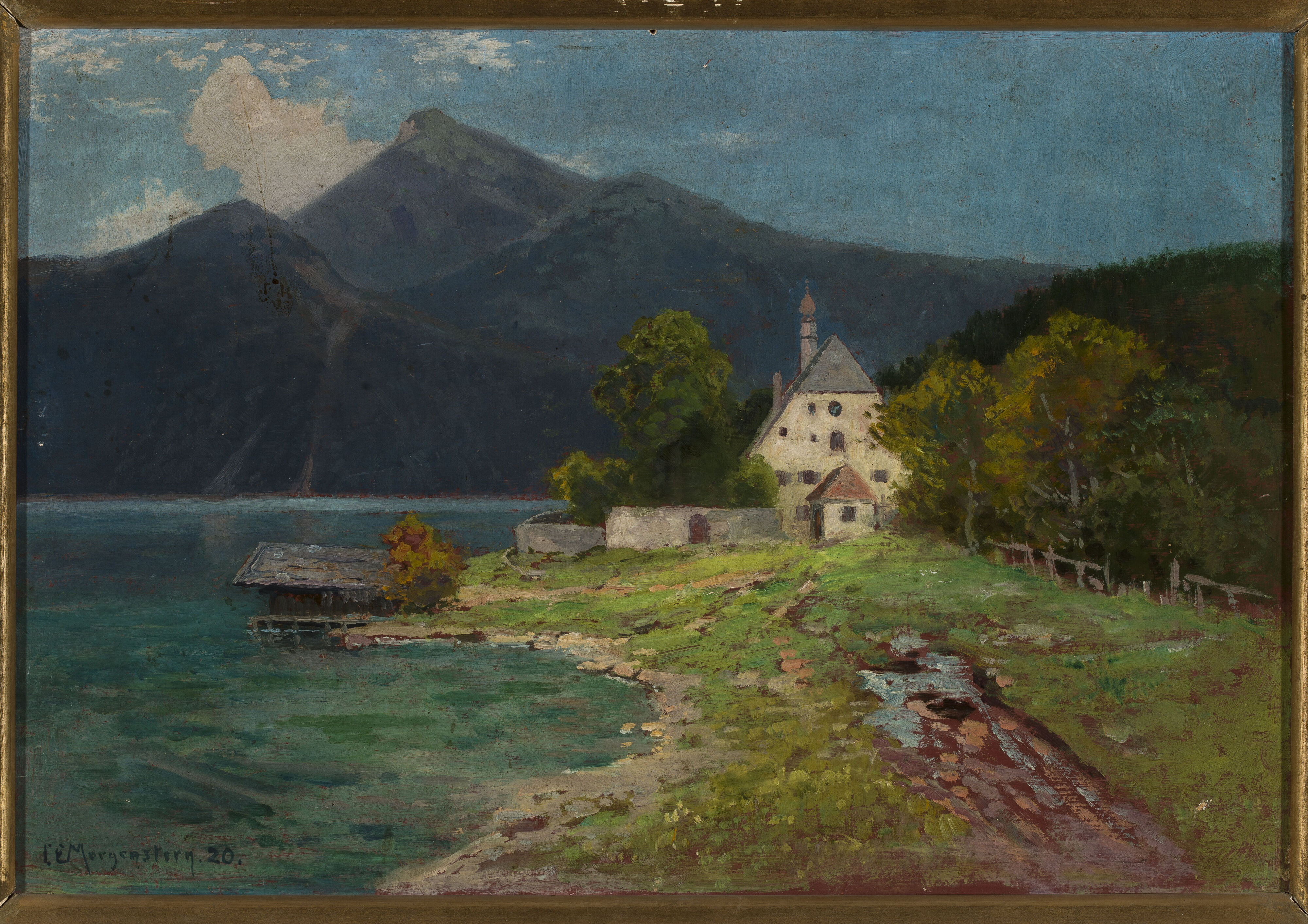
山間の湖畔の風景(1920)